# شثاثة
شثاثة أو شفاثة أو شفاثا هي مدينة في محافظة كربلاء في العراق، ذكرها ياقوت الحموي في معجم البلدان، وهي واحة خضراء، يمتهن أهلها الزراعة، وتكثر فيها بساتين النخيل ومنها يجلب أنواع عديدة من التمر ويصنع فيها ماء حب الرمان، وكان فيها عدد كثير من ينابيع المياه الجوفية التي تسمى العيون وأما اليوم فقد جفت العيون وبدأ سكانها يعتمدون على مياه الآبار ويستخدمون طرق الزراعة الحديثة.. وأطلق عليها اسم عين التمر خطأ إذ أنها كانت قرية من القرى التابعة لعين التمر. ويبلغ سكانها قرابة خمس وعشرين ألف نسمة (250000).